# Owen Anchorage
Owen Anchorage är en redd i Australien. Den ligger i delstaten Western Australia, omkring 21 kilometer sydväst om delstatshuvudstaden Perth.